# شبگرد گلوسرخ
 شبگرد گلوسرخ (نام علمی: Caprimulgus ruficollis) نام یک گونه از تیره شبگردان است.